# Шиподзьоб квінслендський
Шиподзьоб квінслендський (Acanthiza katherina) — вид горобцеподібних птахів родини шиподзьобових (Acanthizidae). Ендемік Австралії. Мешкає в тропічному лісі на плато Атертон, що на північному сході штату Квінсленд на висоті 450-1600 м над рівнем моря. 

## Опис
Крила птаха жовті. Шия, боки, груди і живіт білі. Лоб рудувато-коричневий. На горлі і лобі невеликі плямки.

## Поширення і екологія
Мешкає в тропічному лісі на плато Атертон, що на північному сході штату Квінсленд на висоті 450-1600 м над рівнем моря.